# Guge
| Tibetische Bezeichnung                  |
| --------------------------------------- |
| Tibetische Schrift: གུ་གེ                 |
| Wylie-Transliteration: gu ge            |
| Offizielle Transkription der VRCh: Kugê |
| THDL-Transkription: Gugé                |
| Andere Schreibweisen: Guge              |
| Chinesische Bezeichnung                 |
| Traditionell: 古格王朝                  |
| Vereinfacht: 古格王朝                   |
| Pinyin:Gǔgé wángcháo                    |

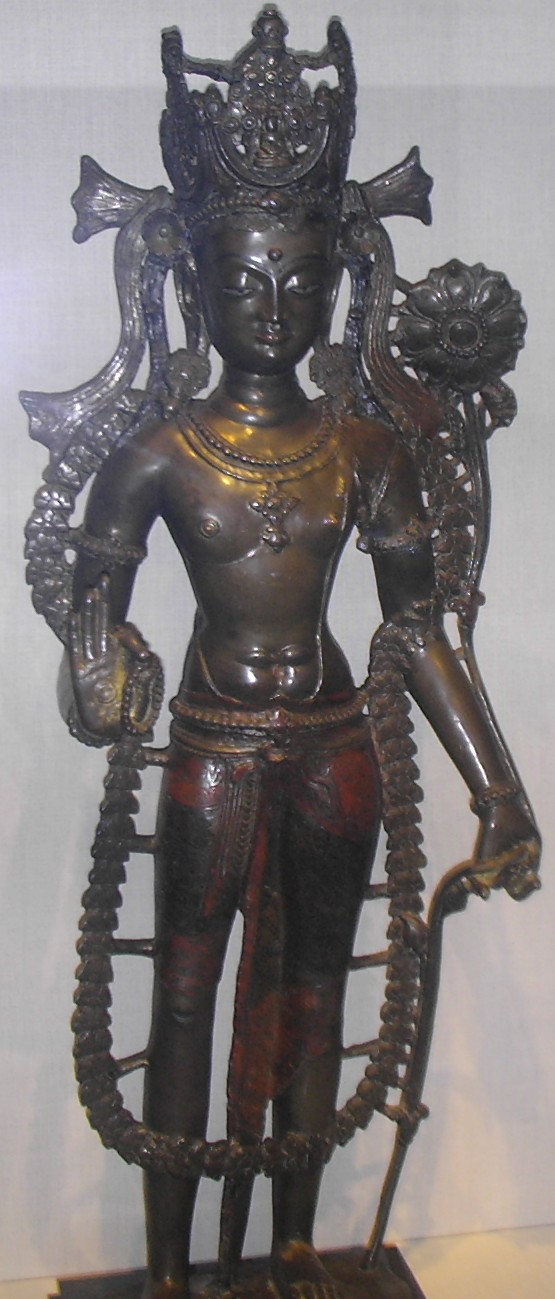
Eine tibetische Messinglegierung-Statue eines Bodhisattva, Königreich Guge, ca. 1050 n. Chr.

Guge war ein altes Königreich im westlichen Tibet. Es umfasste neben Teilen der Region Ngari im Laufe seiner Geschichte für bestimmte Zeitabschnitte auch die heutigen Gebiete von Zanskar, das obere Kinnaur, Lahaul und Spiti (heute unter indischer Kontrolle). Die Ruinen von Guge befinden sich 1100 km westlich von Lhasa im Autonomen Gebiet Tibet, China, mehrere hundert Kilometer nordwestlich vom Berg Kailash.

## Geschichte
Guge wurde im 11. Jahrhundert gegründet. Seine Hauptstädte befanden sich in Tholing und Tsaparang. Sein Gründer war der Urenkel des Langdarma, des letzten Königs der Yarlung-Dynastie. Der älteste Sohn dieses Königs wurde bald Herrscher von Mar-yul (Ladakh), und seine beiden jüngeren Söhne herrschten über das westliche Tibet und gründeten die Königreiche von Guge und Pu-hrang. In einer späteren Zeit lud der Herrscher Yeshe Ö (ye shes 'od), ein buddhistischer Mönch, Atishas nach Tibet ein, und leitete damit die sogenannte Phyi-dar-Phase des tibetischen Buddhismus ein.
Die ersten Abendländer, die Guge erreichten, waren der jesuitische Missionar António de Andrade und sein Glaubensbruder Manuel Marques im Jahr 1624. Andrade wurde erlaubt, eine Kapelle in Tsaparang zu errichten und das Volk in der christlichen Lehre zu unterweisen. Von 1625 bis 1629/30 war António de Andrade als Missionar in Guge tätig. Nach seiner Abreise brach 1630 ein Aufstand gegen den Herrscher von Guge, Thi Tashi Dagpa, aus. Einigen Berichten ist zu entnehmen, dass der Bruder des Königs, ein buddhistischer Geistlicher, Ladakhis rief, um den Herrscher zu stürzen, der sich zum Christentum bekehrt hatte. Dies lässt sich jedoch den Berichten der Jesuiten nicht entnehmen. Schon vor der Ankunft der Missionare bestanden Spannungen zwischen Thi Tashi Dagpa und seinem Bruder, dem er größere Ländereien entzogen hatte. Der Herrscher von Ladakh belagerte die Festung von Tsaparang. Der Bruder des Königs überredete diesen aufzugeben, indem er ihm versicherte, dass der Herrscher von Ladakh gegen Tributzahlungen wieder abziehen werde. Tatsächlich wurden König Thi Tashi Dagpa und seine Familie aber gefangen genommen und in die Hauptstadt von Ladakh gebracht. Guge wurde daraufhin zur Provinz von Ladakh erklärt.
Westliche Archäologen haben in den 1930er Jahren durch das Werk des italienischen Tibetologen Giuseppe Tucci wieder von Guge gehört. Tuccis Werk war hauptsächlich über die Fresken von Guge.
Während der Kulturrevolution wurden vom chinesischen Militär die bemerkenswerten Statuen zerstört, die diese Gebäude zierten. Die Bücher von Giuseppe Tucci sowie Lama Anagarika Govinda und Li Gotami Govinda liefern die einzige Information über das Erscheinungsbild dieser Gebäude vor ihrer Zerstörung.

## Denkmal
Die Stätte des Königreichs von Guge (chin. Gǔgé wángguó yízhǐ 古格王国遗址) steht seit 1961 auf der Denkmalliste der Volksrepublik China (1-161).

## Könige von Guge
| Name                   | Tibetische Schrift | Umschrift nach Wylie  |
| ---------------------- | ------------------ | --------------------- |
| Ösung (842–905)        | འོད་སྲུནས་            | 'od sruns             |
| Pelkhor Tsen (905–923) | དཔལ་འཁོར་བཙན་       | dpal 'khor btsan      |
| Kyide Nyima Gön        | སྐྱིད་ལྡེ་ཉི་མ་མགོན་      | skyid lde nyi ma mgon |
| Trashi Gön             | བཀྲ་ཤིས་མགོན་         | bkra shis mgon        |
| Khorre                 | ཁོར་རེ་              | khor re               |
| Lhade                  | ལྷ་ལྡེ་               | lha lde               |
| Öde                    | འོད་ལྡེ་              | 'od lde               |
| Changchub Ö            | བྱང་ཆུབ་འོད་          | byang chub 'od        |
| Tsede                  | རྩེ་ལྡེ་               | rtse lde              |
| Barde/Wangde           | འབར་ལྡེ ། དབང་ལྡེ་     | 'bar lde / dbang lde  |
| Sönam Tse              | བསོད་ནམས་རྩེ་         | bsod nams rtse        |
| Trashi Tse             | བཀྲ་ཤིས་རྩེ་           | bkra shis rtse        |
| Tsebar Tsen            | རྩེ་འབར་བཙན་         | rtse 'bar btsan       |

- Nord- und Süd-Reich:

| Nordreich (gu ge byang ngos) | Tibetisch                        | Südreich (gu ge lho stod)           | Tibetisch                           |
| ---------------------------- | -------------------------------- | ----------------------------------- | ----------------------------------- |
| Cide Tsen                    | སྤྱི་ལྡེ་བཙན་ spyi lde btsan          | Pelgön Tsen                         | དཔལ་མགོན་??? dpal mgon ntsan         |
| Namde Tsen                   | རྣམ་ལྡེ་བཙན་ rnam lde btsan         | Für 50 Jahre kein König überliefert | –                                   |
| Nyima De                     | –                                | Für 50 Jahre kein König überliefert | –                                   |
| Gebum                        | དགེ་འབུམ་ dge 'bum                 | Trashi De                           | བཀྲ་ཤིས་ལྡེ་ bkra shis lde              |
| Laga                         | ལ་ག་ la ga                       | Trashi Wangchug                     | བཀྲ་ཤིས་དབང་ཕྱུག་ bkra shis dbang phyug |
| Chögyel Dragpa               | ཆོས་རྒྱལ་གྲགས་པ་ chos rgyal grags pa | Pelgön De                           | དཔལ་མགོན་ལྡེ་ dpal mgon lde            |

- Wiedervereinigung von Nord- und Süd-Reich unter:

| Name                       | Tibetische Schrift      | Umschrift nach Wylie                |
| -------------------------- | ----------------------- | ----------------------------------- |
| Dragpa De                  | གྲགས་པ་ལྡེ་                | grags pa lde                        |
| Namgyel De                 | རྣམ་རྒྱལ་ལྡེ་                | rnam rgyal lde                      |
| Namkhe Wangpo Phüntshog De | ནམ་མཁའི་དབང་པོ་ཕུན་ཚོགས་ལྡེ་  | nam mkha'i dbang po phun tshogs lde |
| Namri Sanggye De           | ནམ་རི་སངས་རྒྱས་ལྡེ་          | nam ri sangs rgyas lde              |
| Lobsang Rabten             | བློ་བཟང་རབ་བརྟན་           | blo bzang rab brtan                 |
| Phagpa Lha                 | འཕགས་པ་ལྷ་               | 'phags pa lha                       |
| Jigten Wangchug Pekar De   | འཇིག་རྟེན་དབང་ཕྱུག་པད་དཀར་ལྡེ་ | 'jig rten dbang phyug pad dkar lde  |
| Ngagi Wangchug             | ངག་གི་དབང་ཕྱུག་            | ngag gi dbang phyug                 |
| Namkhe Wangchug            | ནམ་མཁའི་དབང་ཕྱུག་          | nam mkha'i dbang phyug              |
| Nyime Wangchug             | ཉི་མའི་དབང་ཕྱུག་            | nyi ma'i dbang phyug                |
| Dragpe Wangchug De         | གྲགས་པའི་དབང་ཕྱུག་ལྡེ་        | grags pa'i dbang phyug lde          |
| Namgyel Dragpa Sangpö De   | རྣམ་རྒྱལ་གྲགས་པ་བཟང་པོའི་ལྡེ་   | rnam rgyal grags pa bzang po'i lde  |

- Letzter König der Könige der Guge-Dynastie: Trashi Dragpa (བཀྲ་ཤིས་གྲགས་པ་ bkra shis grags pa; 17. Jahrhundert)